# Batusa conata
Batusa conata är en insektsart som beskrevs av Melichar 1901. Batusa conata ingår i släktet Batusa och familjen Acanaloniidae. Inga underarter finns listade i Catalogue of Life.